# پروژه همکاری شماره ۵
پروژه همکاری شماره ۵ (انگلیسی: No. 5 Collaborations Project) یک آلبوم چندآهنگهٔ گردآوری‌شده از خواننده و ترانه‌پرداز انگلیسی، اد شیرن است. این اثر، پنجمین و آخرین آلبوم چندآهنگه از مجموعه‌ای پنج‌گانه بود که شیرن با هدف جلب توجه شرکت‌های ضبط موسیقی تولید کرد؛ به همین دلیل این عنوان برای آن انتخاب شد. از نظر موسیقایی، این آلبوم ترکیبی از تنظیم احساسی با مضامین جدی و حال‌وهوایی «تأثیرگذار و ماندگار» است. شیرن می‌خواست هر قطعه همچون یک موزیکال مستقل عمل کند و تلاش کرده بود تا از نوشتن اشعار مرتبط با زنان پرهیز کند. این آلبوم چندآهنگه شامل قطعاتی با همکاری هنرمندان سبک گرایم از جمله دولین، وایلی، پی مانی، گتس و جی‌ام‌ئی است. هنری یانی از وبگاه سول کالچر نقدی مثبت برای این اثر نوشت و این آلبوم چندآهنگه در جدول آلبوم‌های بریتانیا به رتبه ۴۶ دست یافت.